# Льюис, Питер Бенджамин
Пи́тер Бе́нджамин Лью́ис (англ. Peter B. Lewis, 11 ноября 1933 года — 23 ноября 2013 года) — американский предприниматель, меценат.

## Биография
Питер Б. Льюис родился в городе Кливленд-Хайтс (штат Огайо, США) в семье Джозефа и Хелен Льюисов. Его отец был совладельцем небольшой компании автострахования и умер, когда Питер ещё учился в средней школе. После окончания в 1955 году Принстонского университета продолжил бизнес своего отца, и превратил небольшую компанию в одного из лидеров национальной отрасли автострахования. К 2010 году его компания (Progressive Corp.) стала третьей по величине компанией автострахования в США (более 27 тыс. работников, объем продаж 15 млрд $).
На момент смерти Питера Б. Льюиса его личное состояние оценивалось в 1,25 млрд $.

## Благотворительность
Питер Б. Льюис активно занимался благотворительностью. Он возглавлял совет попечителей фонда Соломона Р. Гуггенхайма в Нью-Йорке, помог основать центр современного искусства в Кливленде, жертвовал большие суммы учебным заведение, библиотекам, музеям, различным политическим и гражданским организациям (в том числе Демократической партии).
В сентябре 2012 года присоединился к инициативе американских миллиардеров Уоррена Баффетта и Билла Гейтсам и подписал клятву дарения, по которой обязался передать не менее половины своего состояния на благотворительность. По сути, присоединившись к клятве дарения, Питер Б. Льюис взял на себя обязательства, которые и так охотно выполнял всю свою жизнь.

### Список крупных пожертвований
- Принстонский университет (здание научной библиотеки Льюиса — 60 млн $; Льюис-Сиглер институт интегративной Геномики — 55 млн $; различные инициативы в области искусства — 101 млн $)[2].
- Университет Кейс Вестерн резерв (здание Школы менеджмента — 36,9 млн $ (из 61,7 млн $ стоимости здания)).
- Музей Соломона Гуггенхайма — 50 млн $.
- Американский союз защиты гражданских свобод — 15 млн $.
- Оберлинский колледж (г. Оберлин, штат Огайо) — 5 млн $.